# Bahnradsport-Weltmeisterschaften 1895

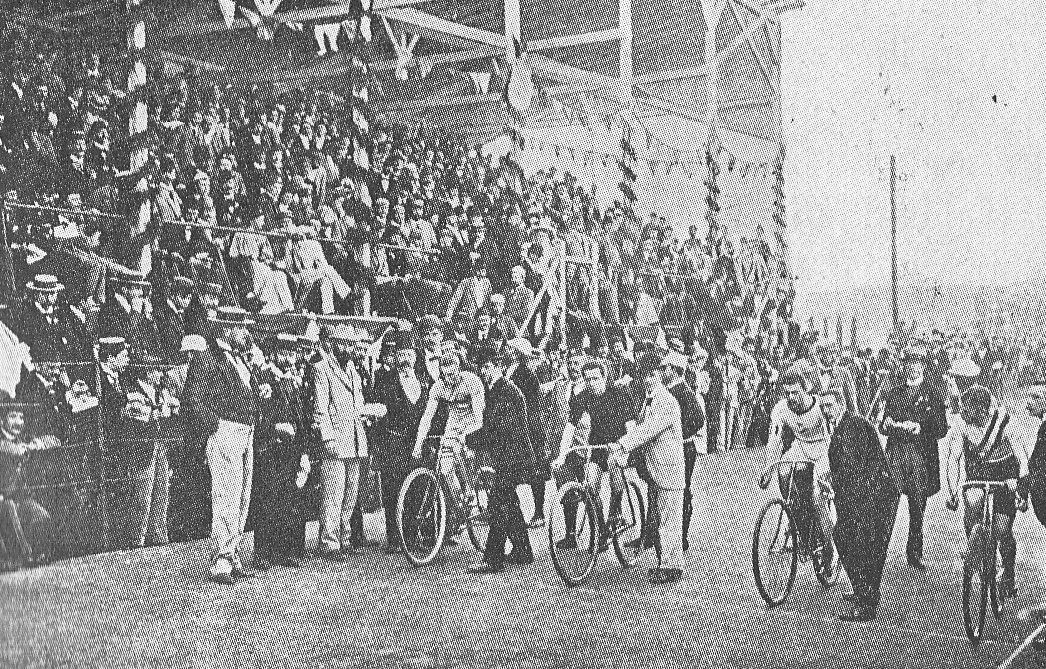
Start zum Meilenrennen der Amateure (v. l. n. r.): Wilhelm Henie, Jean Schaaf, Christian Ingemann Petersen, Jaap Eden. Eden gewann dieses Rennen.

Die WM fand auf der Radrennbahn in Köln-Riehl statt.

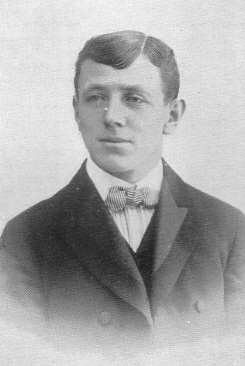
Jimmy Michael wurde im Alter von 18 Jahren Steher-Weltmeister.

Die Bahnradsport-Weltmeisterschaften 1895 fanden vom 17. bis 19. August in Köln auf der Radrennbahn an der Mülheimer Straße in Köln-Riehl statt (heute befindet sich dort der Kölner Zoo).
Es wurden vier Rennen ausgetragen, zwei für Amateure und zwei erstmals auch für Berufsfahrer. Als Disziplinen standen Fliegerrennen, heute Sprint, über 1 Meile sowie Steherrennen über 100 km (hinter unmotorisierten Mehrsitzer-Schrittmachern) auf dem Programm. Rund 60 Fahrer aus elf Nationen waren am Start. Ausrichter war die „International Cyclists Association“, eine Vorgänger-Organisation der UCI.
Da der Veranstalter, der Deutsche Radfahrer-Bund, darauf bestand, die Weltmeisterschaften dem 25. Jahrestag des deutschen Sieges über Frankreich im Jahre 1870 zu widmen, lehnten die französischen Fahrer eine Teilnahme ab; Fahrer anderer Nationen solidarisierten sich mit ihnen, darunter der für den Sprint favorisierte Italiener Gigi Pontecchi.
Überraschender Sieger im Steher-Rennen für Berufsfahrer wurde der erst 18-jährige Waliser Jimmy Michael. Bei der Entscheidung im Sprint der Berufsfahrer kam es zum Eklat: Zunächst gab es zu Unstimmigkeiten darüber, ob stehend oder fliegend gestartet werden sollte. Im Endlauf wiederum hielt der Amerikaner Banker einen Schatten für den Zielstrich und wähnte sich schon als Sieger, als der Belgier Protin an ihm vorbeifuhr und gewann. Versuche, diesen Endlauf wiederholen zu lassen, scheiterten jedoch, so dass Protin Weltmeister blieb.

## Berufsfahrer
| Disziplin                  | Platz | Land                   | Athlet           |
| -------------------------- | ----- | ---------------------- | ---------------- |
| Fliegerrennen über 1 Meile | 1     | Belgien                | Robert Protin    |
|                            | 2     | Vereinigte Staaten     | George A. Banker |
|                            | 3     | Belgien                | Emile Huet       |
| Steherrennen über 100 km   | 1     | Vereinigtes Königreich | Jimmy Michael    |
|                            | 2     | Belgien                | Henri Luyten     |
|                            | 3     | Deutsches Reich        | Hans Hofmann     |

## Amateure
| Disziplin                  | Platz | Land            | Athlet                      |
| -------------------------- | ----- | --------------- | --------------------------- |
| Fliegerrennen über 1 Meile | 1     | Niederlande     | Jaap Eden                   |
|                            | 2     | Dänemark        | Christian Ingemann Petersen |
|                            | 3     | Deutsches Reich | Jean Schaaf                 |
| Steherrennen über 100 km   | 1     | Niederlande     | Mathieu Cordang             |
|                            | 2     | Niederlande     | Kees Witteveen              |
|                            | 3     | Norwegen        | Wilhelm Henie               |